# Brazilská ženská basketbalová reprezentace
Brazilská ženská basketbalová reprezentace reprezentuje Brazílii v mezinárodních soutěžích v basketbalu.

## Mistrovství světa
| Rok/pořádající země | Účast                            |
| ------------------- | -------------------------------- |
| MS 1953 Chile       | 4. místo                         |
| MS 1957 Brazílie    | 4. místo                         |
| MS 1959 SSSR        | Ne                               |
| MS 1964 Peru        | 5. místo                         |
| MS 1967 ČSSR        | 8. místo                         |
| MS 1971 Brazílie    | Bronzová medaile                 |
| MS 1975 Kolumbie    | 12. místo                        |
| MS 1979 Korea       | 9. místo                         |
| MS 1983 Brazílie    | 5. místo                         |
| MS 1986 SSSR        | 11. místo                        |
| MS 1990 Malajsie    | 10. místo                        |
| MS 1994 Austrálie   | Zlatá medaile                    |
| MS 1998 Německo     | 4. místo                         |
| MS 2002 Čína        | 7. místo                         |
| MS 2006 Brazílie    | 4. místo                         |
| MS 2010 Česko       | 9. místo                         |
| MS 2014 Turecko     | 12. místo                        |
| MS 2018 Španělsko   | Ne                               |
| MS 2022 Bulharsko   | Ne                               |
| Celkem              | Účast – 16× · – 1× · – 0× · – 1× |

## Olympijské hry
| Rok/pořádající země | Účast                           |
| ------------------- | ------------------------------- |
| Montreal 1976       | Ne                              |
| Moskva 1980         | Ne                              |
| Los Angeles 1984    | Ne                              |
| Soul 1988           | Ne                              |
| Barcelona 1992      | 7. místo                        |
| Atlanta 1996        | Stříbrná medaile                |
| Sydney 2000         | Bronzová medaile                |
| Atény 2004          | 4. místo                        |
| Peking 2008         | 11. místo                       |
| Londýn 2012         | 9. místo                        |
| Rio de Janeiro 2016 | 11. místo                       |
| Tokio 2020          | Ne                              |
| Celkem              | Účast – 7× · – 0× · – 1× · – 1× |